# Riley Salmon
Riley David Salmon, född 2 juli 1976 i Amarillo i Texas, är en amerikansk volleybollspelare. Salmon blev olympisk guldmedaljör i volleyboll vid sommarspelen 2008 i Peking.